# پالادام
پالادام (به انگلیسی: Palladam) یک منطقهٔ مسکونی در هند است که در بخش تیروپور واقع شده‌است. پالادام ۱۹٫۴۲ کیلومتر مربع مساحت و ۴۲٬۲۲۵ نفر جمعیت دارد و ۳۲۵ متر بالاتر از سطح دریا واقع شده‌است.